# Tres Cruces y Valle de Kosñipata

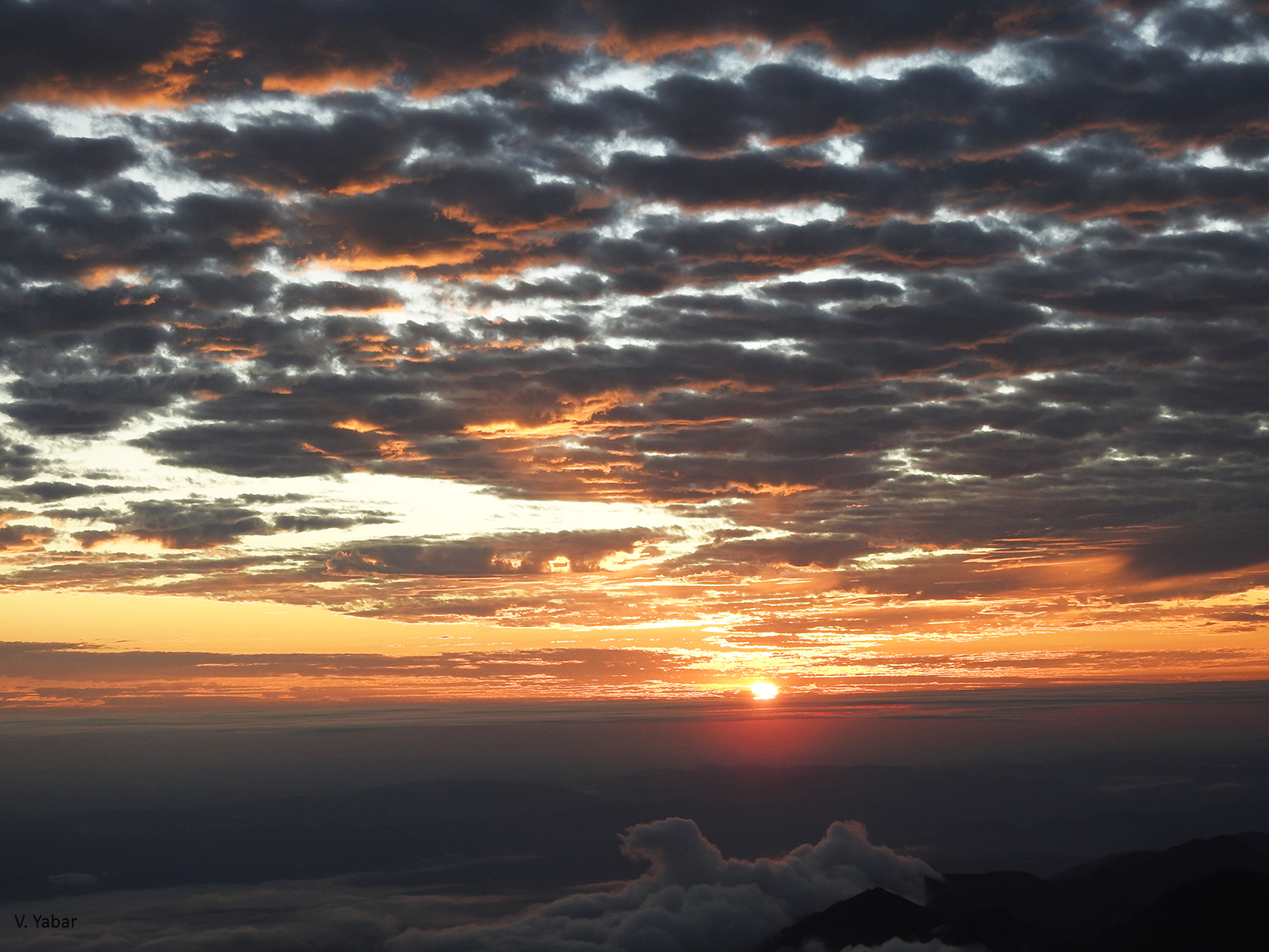
Salida del sol fotografiada en el mirador de Tres Cruces en Paucartambo.

Tres Cruces es un mirador natural del Perú donde se llega desde Paucartambo, cerca del Cuzco.
Para llegar, es necesario pasar por Acjanaco que se encuentra a 3.800 metros sobre el nivel del mar. Su peculiaridad consiste en apreciar sus singulares amaneceres con efectos ópticos del sol que dan la impresión de reverberar sobre las nubes que cubren la selva del lugar. Partiendo de Tres Cruces se accede al profundo valle de Kosñipata así como al río Alto Madre de Dios que atraviesa los bosques, a veces con neblina, del Parque Nacional del Manú destacado por su biodiversidad.
De acuerdo a las dos cifras anteriores la extensión longitudinal del circuito empezando en Acjanaco (Challabamba) y terminando en Queros - Kcosñipata - sería de 88 km.

## Altitud
La topografía del terreno es muy variada, a lo largo de todo el tramo que abarca el espacio de estudio, se encuentra comprendida por colinas altas, con pendientes pronunciadas por donde se abren paso ríos torrentosos en época de lluvias que drenan las aguas pluviales (tramo del Bosque Nublado hacia el río Alto Madre de Dios, finalmente las montañas se transforman en suaves y onduladas colinas para dar paso a la extensa llanura amazónica.
Para lograr un mejor entendimiento de la altitud de cada lugar, los situaremos según los Pisos Ecológicos al que pertenecen cada zona.
Comprendiendo la Zona andina está la Puna, región de gran altitud, parecida a la Tundra, que se extiende desde el límite de nieves perpetuas hasta los 3,000 m.s.n.m; y como primer punto situaremos a Acjanaco, con una altura de 3,590 m.s.n.m (el punto más alto del recorrido); a continuación descendiendo daremos paso a la Zona de Yungas, donde está el Bosque Nublado que comprende desde los 2,400 m.s.n.m (Pillahuata), pasando por San Pedro, que está a 1648 m s. n. m. y hasta los 1185 m s. n. m. (Chontachaca), para luego bajar a niveles de la Zona de Ceja de Selva o Selva Alta o Rupa-Rupa donde está Pillcopata, con una altitud de 840 m s. n. m.

## Etimología
Con el deseo de conservar la toponimia de algunas palabras quechuas de la evidencia empírica se vio por conveniente denominarla como: Acjanaco - Bosque Nublado - Pilcopata Qeros - Acjanaco, de los cuales a continuación se indica que:
- Acjanaco: Por versión oral de los lugareños se indica que esta proviene del vocablo quechua Acja que significa chicha, y por lo tanto Acjanaco vendría de Acjanacuy que quiere decir Muy cordialmente sírvanse una Chicha; esta puede resultar correcta dada la situación geográfica donde se encuentra este lugar, al cual se accede dificultosamente.

- Pilcopata: Capital del Distrito de Kosñipata en lengua Matchiguenga Pillco significa Oscuro y en lengua Quechua pata significa lugar cercado, encima, sobre. Por lo tanto Pilcopata significaría lugar cercado y oscuro.

- Qeros: Proviene de la voz quechua Qero que significa vaso incaico de madera.

La comunidad nativa de Qeros toma el nombre del río próximo a esta comunidad.

## Reseña histórica
Para su mejor comprensión de los inicios de los primeros grupos humanos en esta Zona Amazónica se dividió en dos ocupaciones; ocupación Indígena y ocupación de los colonos.

### Ocupación de los Indígenas
De acuerdo a las crónicas del siglo XVI y XVII, se conoce que la zona fue ocupada por dos etnias
- los Matsigenkas que pertenecen a las familias de los Arawak
- los Harakmbut que pertenecen a los subgrupos Oatipaeri y Amarakaeri

Estas etnias ocupan ancestralmente los territorios de las actuales comunidades de Palotoa-Teparo, Santa Rosa de Huacaria, Q’eros y Shintuya.

### Ocupación preinca
El proceso de poblamiento de los territorios de la selva alta y selva baja en el sur del Perú, es hasta hoy desconocida a falta de estudios arqueológicos.
La zona fue explorada por Vega Centeno (1997), identificando la existencia de los yacimiento arqueológicos de Opatari, Shinkivenia, Apucatinti, Kallanga, Mameria, los petroglifos de Pusharo y los petroglifos de Jinkiori.
Estas evidencias arqueológicas indican que los territorios de la zona fueron poblados por comunidades humanas, 2000 años antes que los Incas supieran de la existencia de estas tierras cálidas.

### Ocupación en el periodo incaico
Los Incas expandieron su territorio hacia la zona de los andes orientales (el Antisuyo) en busca de tierras cálidas y húmedas donde se cultivaba la coca y se obtenía junto al oro otros bienes exóticos de gran valor simbólico y ritual para la población de la sierra andina del Tawantinsuyo.
El proceso de incanización de la tierra del Alto Madre de Dios fue realizada en un largo periodo del tiempo, en donde destacan dos grandes campañas que fueron realizados por el Inca Roca y Túpac Inca Yupanqui, los mismos que son descritos por Pedro Sarmiento de Gamboa y el Inca Garcilaso de la Vega.

### Ocupación en la época colonial
Durante el periodo colonial, muchas empresas de aventura se dirigieron hacia la región oriental de los Andes en busca de riqueza y fortuna.
Los viajes de Pedro de Candia, Diego Alemán, Juan Álvarez Maldonado, Gómez de Tordoya, Miguel Cabello Valboa y Álvarez de Toledo, fueron registrados en la documentación histórica de la época; estas incursiones fueron impulsadas por los mitos y las leyendas de la existencia de ciudades doradas tales como el de la existencia del mítico Paititi.

### Ocupación de ribereños
Esta ocupación fue motivada por la extracción de productos como el caucho, pieles, madera y oro entre los años 1920 y 1950.
Desde el año 1955, se inicia una colonización espontánea motivada por la construcción de la carretera a Pilcopata. La misma que fue incrementada a fines de la década del 60 cuando se amplia la carretera de Pilcopata a Salvación.
Por otro lado la Misión Cristiana de los Dominicos se asienta en la cuenca del Palotoa, con el objetivo de evangelizar a los indígenas Mashcos y Matsigenkas que vivían en dicha zona. Posteriormente la Misión Cristiana se ubicó a la margen derecha del Alto Madre de Dios, en el lugar denominado Comunidad Nativa San Miguel de Shintuya.

### Ocupación contemporánea
Las ocupaciones recientes del valle de Kosñipata se remontan a la década de los cincuenta del siglo XX, una opción de vida mejor. 
Sin embargo, las dificultades de acceso, la falta de servicios básicos de salud y educación, dificultades para realizar agricultura y ganadería y otras actividades productivas, los obligaron a la extracción selectiva de madera como actividad principal. 
En tiempos modernos, los misioneros recorrieron los bosques en su afán de ganar almas entre los habitantes de los bosques, y los caucheros diezmaron las poblaciones autóctonas en afán de extraer la shiringa, producto natural exudado de ciertos árboles que en ese tiempo valían más que su peso en oro.

## Historia de los Huachipaeri (Un pueblo poco conocido)
Los Huachipaeri son un grupo étnico con autonomía propia que pertenece al tronco lingüístico Harakmbut, conformado por agrupaciones como los Amarakaeri, Toyoeri, Arasaeri, Zapiteri y otras que ya desaparecieron. Posiblemente los sobrevivientes de estas agrupaciones dan como origen a las comunidades de Qeros y Huacaria.
Huachipaeri tiene por equivalente en castellano a, hombre que vive bajo el puente, descendientes del Wanamey árbol mítico (ver anexo leyendas) del cual se originó toda vida en este mundo. Su visión se basa en que todos somos iguales, las plantas, los animales y el hombre; al mismo tiempo, como parte de la madre naturaleza, poseemos un espíritu que armoniza nuestra relación con ella. 
El desarrollo cultural se concentra en las nacientes del Eori (hoy Madre de Dios) y su curso medio, en ambas márgenes del río, hoy denominado valle de Kosñipata. Desde la época precolombina existía una permanente relación con la sociedad Inka, el intercambio de productos locales por elementos andinos era una constante; asimismo, los inkas tenían desplazadas poblaciones andinas que se dedicaban al cultivo de coca, producto importante en ese tiempo para la sociedad andina.
Existen noticias en las crónicas de la conquista sobre presencia Inca en la zona de Pilcopata y en el valle del Kosñipata, donde establecieron cocales interétnicos, con base en mano de obra de mitmagkuna, es decir de población andina trasladada a la zona. Los Huachipaeri no fueron conquistados militarmente, pero las crónicas (Inca Gracilazo de la Vega) mencionan el intercambio de presentes. Los Huachipaeri brindaban plumas de aves y otros productos amazónicos y los Incas hachas de metal. Tales contactos se prolongaron hasta inicios de la colonia.
Al poco tiempo de haber llegado los españoles al Cuzco, incursionan a esta parte, utilizando los caminos que existían, en busca del famoso Paititi; luego se instaura la colonia y el sistema de haciendas, con ello el trato deshumanizado con los nativos. Las respuestas no se hacen esperar, los Huachipaeri violentan las haciendas y son repelidos con armas de fuego, esta lucha continuará hasta que los hacendados son expulsados, la tradición y el espíritu guerrero Huachipaeri es de gran ayuda para este fin, pero más no con las enfermedades y epidemias que se desatan, convirtiéndose en una amenaza constante. 
Con la naciente República estas acciones no cesan, las expediciones enviadas intentan un nuevo redescubrimiento para la sociedad nacional, las exploraciones del potencial de los recursos era el interés primordial, ignorando como siempre a los Huachipaeri y hermanos de la amazonía. 
Las incursiones violentas con el boom del caucho desataron correrías para forzar a los nativos a ser esclavos, el resistirse era sinónimo de muerte, el etnocidio de los nativos. En torno a esta actividad se sufrió desplazamientos de poblaciones enteras, entre ellos los Huachipaeris que solo les quedó replegarse a las zonas más inaccesibles cabeceras que les permitiera sobrevivir y perpetuar su cultura. Sus abuelos todavía recuerdan la última epidemia de viruela desatada en la década de 1950 muriendo los pocos que quedaban. 
La construcción de las carreteras, incrementó aún más la presión sobre el pueblo Huachipaeri. Migrantes de los andes empiezan a poblar y ocupar las áreas, abriendo los bosques para la extracción de madera y la agricultura. De esta manera el territorio tradicional se ve afectado hasta convertirse en solo dos reducidas áreas comunales de unas cuantas hectáreas. Afectando de sobremanera el sistema de vida tradicional practicado durante miles de años, la caza, la pesca y la recolección de especies, la organización, la religión, los patrones de conducta, lugares sagrados, etc. Es evidente que los patrones sociales han sido alterados, pero aún queda parte de su saber milenario. 
Sus antepasados fueron los selváticos más conocidos por la sociedad Inca. En la actualidad existen dos comunidades Huachipaeris: Queros y Huacaria con una población estimada de 80 habitantes y dentro de ellas viven sólo 15 ancianos. En los años setenta del siglo XX, la población de Queros escapa del tutelaje de la misión bautista y se asienta en el lugar que ocupa ahora, a orillas del río Queros. Como toda sociedad, tenemos la esperanza de que su pueblo siga sobreviviendo como seres humanos con derecho a la vida en armonía con su medio ambiente.

## Producción y economía
- Agricultura.- El trabajo agrícola es fundamentalmente de los varones, el cultivo principal es la yuca (son utilizadas también para la preparación del Masato que es un licor fermentado), seguido del maíz y el plátano, labor asumida por mujeres. Para la práctica de los cultivos, suelen realizar roces de pequeñas áreas para permitir la recuperación del bosque.

- Caza y pesca.- La caza se realiza con arco y flecha, y es practicada solamente por varones que se adiestran desde temprana edad; dicha actividad es controlada por ellos mismos, cazando y pescando solo para su alimentación, no matan a los animales que no van a consumir, salvo jaguares y serpientes; según Ferstel (1983), en sus hábitos alimenticios no mezclan diferentes tipos de carne en una sola comida; cuando salen a cazar buscan de preferencia a los mamíferos grandes, de no encontrarlos su objetivo serán las aves; para la pesca, utilizan anzuelos, redes, barbasco (esta planta no mata los peces, solo los mantiene dormidos), el arco y la flecha.

- Recolección y domesticación.- Están referidas fundamentalmente a la recolección de plantas medicinales alimenticias como el palmito, huevos de diferentes aves, paca suri, caracol de río, así como de materiales para la construcción de casa, elaboración de instrumentos y utensilios. También se dedican a la crianza de animales menores como, pavas y otras aves pequeñas que las consumen cuando escasea la caza), las plumas de los guacamayos y loros sirven para adornar las flechas y darle mayor estabilidad en el aire al momento de ser lanzada, logrando así mayor efectividad.

## Población
La población en la zona en estudio ha ido aumentado paulatinamente, esto debido al desarrollo de la tecnología e infraestructura (carreteras) La carretera de penetración construida en la década de los cincuenta del siglo XX, trajo como consecuencia la ocupación paulatina del valle, cobrando importancia las localidades de Pillcopata y Patria; donde se construyó un aeropuerto que servía para la extracción de madera.
Otros lugares fueron ocupados por grupos familiares que se dedicaban a la extracción de madera; sin embargo, la mayoría de familias se trasladan al agotarse el recurso y aquellos que se quedaron lo hicieron en medio de una alarmante pobreza y carencia total de servicios básicos.
La subcuenca de Pillcopata cuenta con 2,801 habitantes representando el 72.32% de la población del distrito de Kosñipata y 6.88% de la provincia de Paucartambo. Esta población se encuentra asentada principalmente en ambas márgenes de la carretera de penetración (Tramo Acjanaco-Pilcopata); registrando mayor concentración en los sectores de Chontachaca, Patria y Pillcopata, la Comunidad Nativa de Qeros está integrada por 6 familias que en total suman 27 personas, son Huachipaeries que viven en la misma comunidad y en el poblado de Pillcopata siendo así uno de los grupos étnicos menos numerosos y por lo tanto menos representativos. Algunos de sus miembros se han relacionado con Quechuas migrantes de los Andes, hecho que puede contribuir a la dispersión familiar, al cambio de su mentalidad y tradicional forma de vida.

## Economía
Las comunidades nativas y la población indígena desarrollan una economía de subsistencia basada en la caza, pesca y agricultura, integrándose al mercado nacional mediante la extracción forestal, en las últimas décadas se han otorgado incentivos para el desarrollo agropecuario integral, propiciado inicialmente por la Smithsonian Institution, la Fundación Peruana para la Conservación de la Naturaleza (pro-Naturaleza) y posteriormente el Estado mediante la ley de Promoción de Inversiones en la Amazonía.
Los colonos de los principales poblados de la zona entre ellos Pillcopata, y los demás asentamientos humanos de menor importancia, se caracterizan por dedicarse a la explotación forestal como principal actividad, complementado por la agricultura de arroz, yuca, maíz, piña, uncucha, plátano, coca, frijol, cítricos, etc.; igualmente se dedican a la caza, pesca, y captura de mariposas (especialmente en San Pedro, Chontachaca y Patria).
La extracción de la sangre de grado, de uña de gato y finalmente la extracción de madera les permite interesarse en la economía de mercado, la venta de su fuerza de trabajo también les permite obtener un salario, sobre todo cuando se efectuaron las exploraciones gasíferas y petroleras en la zona.
La venta de productos agrícolas también les reporta utilidad, sin embargo, no son significativas; a sí mismo, las aves que son criadas en la mayoría de las comunidades, son utilizadas para el intercambio con productos alimenticios de las grandes urbes, el cual se realiza en dichas áreas.

## Infraestructura
- Carreteras:

1. Carretera afirmada Huambutio - Huancarani - Paucartambo.
2. Carretera Paucartambo - Acjanaco - Pilcopata - Atalaya.
3. Carretera Atalaya - Salvación -Itahuanía.

- Servicios básicos:

1. Existen centros de Salud en Pilcopata.
2. Central de Generación Eléctrica; provee de Luz eléctrica al pueblo por toda la noche.
3. Cuenta con servicios de telefonía comunal y Radio Comunicaciones.
4. Puesto de la Policía Nacional

- Centros administrativos:

1. En este centro poblado existen oficinas del Ministerio de Agricultura.
2. Ministerio de Transporte y Comunicaciones.
3. Ministerio de Educación.
4. Enaco (Empresa Nacional de la Coca)
5. Pro Naturaleza y APECO (Asociación Peruana para la Conservación), ONG, así como del proyecto Pro Manu y del IMA (Instituto de Manejo de Agua y Medio Ambiente).
6. Oficina del INRENA (Instituto Nacional de Recursos Naturales).

En la comunidad nativa de Queros, las viviendas tradicionales están construidas sobre pilotes de madera, paredes y estructura de madera, techumbres compuestas con hojas de palma trenzada de las variedades de crisneja y cebón. En cuanto a servicios higiénicos solo cuentan con silos y el agua para el consumo cotidiano ha sido entubada.

## Zonificación del parque y de la biosfera del Manu
La zonificación fue establecida por D.S.0644-73-AG emitido el 29 de mayo de 1973 y extendido por el D.S.0045-2002-AG. Forma parte del SINANPE (Sistema Nacional de Áreas Naturales Protegidas por el Estado) la cual a su vez está administrada por el INRENA (Instituto Nacional de Recursos Naturales) el cual es un organismo público descentralizado del Ministerio de Agricultura.
La UNESCO en 1987 ha reconocido a la Reserva de Biosfera del Manu como Patrimonio Natural de la Humanidad.
La zonificación de la Reserva de Biosfera del Manu es la siguiente:
- La zona núcleo o natural: Conformada por el PNM (Parque Nacional del Manú) donde se permite el uso tradicional de la población indígena que lo habita y las investigaciones que no dañen o alteren el medio ambiente.

- La zona de amortiguamiento: Circundante o vecina a la anterior, donde se pueden realizar actividades o investigaciones aplicadas en los campos agrícolas, pecuarios y forestales, para conocer mejor los recursos en su ambiente natural.

- La zona de transición o zona cultural: Donde existen asentamientos humanos y donde deben aplicarse las técnicas de manejo y uso racional de los recursos existentes.